# Endosporium populi-tremuloides
Endosporium populi-tremuloides är en svampart som beskrevs av Tsuneda 2008. Endosporium populi-tremuloides ingår i släktet Endosporium, ordningen Myriangiales, klassen Dothideomycetes, divisionen sporsäcksvampar och riket svampar.   Inga underarter finns listade i Catalogue of Life.